# Promozione Marche 1990-1991
Nella stagione 1990-1991 la Promozione era sesto livello del calcio italiano (il massimo livello regionale). Qui vi sono le statistiche relative al campionato nelle Marche.
Il campionato è strutturato in vari gironi all'italiana su base regionale, gestiti dai Comitati Regionali di competenza. Promozioni alla categoria superiore e retrocessioni in quella inferiore non erano sempre omogenee; erano quantificate all'inizio del campionato dal Comitato Regionale secondo le direttive stabilite dalla Lega Nazionale Dilettanti, ma flessibili, in relazione al numero delle società retrocesse dal Campionato Interregionale e perciò, a seconda delle varie situazioni regionali, la fine del campionato poteva avere degli spareggi sia di promozione che di retrocessione.

## Girone A

### Classifica finale
|  | Pos. | Squadra                                       | Pt | G  | V  | N  | P  | GF | GS | DR  |
|  | ---- | --------------------------------------------- | -- | -- | -- | -- | -- | -- | -- | --- |
|  | 1.   | U.S. Vigor Senigallia, Senigallia             | 50 | 30 | 22 | 6  | 2  | 51 | 12 | +39 |
|  | 2.   | U.S. Castelfrettese, Castelferretti           | 46 | 30 | 20 | 6  | 4  | 46 | 12 | +34 |
|  | 3.   | S.S. Real Montecchio, Montecchio              | 40 | 30 | 16 | 8  | 6  | 43 | 16 | +27 |
|  | 4.   | U.S. Fabrianese, Fabriano                     | 36 | 30 | 12 | 12 | 6  | 30 | 22 | +8  |
|  | 5.   | S.S. Olimpia Ostra Vetere, Ostra Vetere       | 34 | 30 | 10 | 14 | 6  | 25 | 19 | +6  |
|  | 6.   | S.S. Biagio Nazzaro, Chiaravalle              | 33 | 30 | 11 | 11 | 8  | 36 | 26 | +10 |
|  | 7.   | Pol. Vanni Lunano, Lunano                     | 32 | 30 | 9  | 14 | 7  | 24 | 21 | +3  |
|  | 8.   | U.S. Calcinelli, Calcinelli di Saltara        | 30 | 30 | 7  | 16 | 7  | 27 | 32 | -5  |
|  | 9.   | A.C. Urbinelli Pozzo, Borgo S.Maria di Pesaro | 29 | 30 | 10 | 9  | 11 | 28 | 36 | -8  |
|  | 10.  | U.S. Marotta, Marotta                         | 25 | 30 | 6  | 13 | 11 | 18 | 29 | -11 |
|  | 11.  | U.S. Fermignanese, Fermignano                 | 23 | 30 | 3  | 17 | 10 | 17 | 26 | -9  |
|  | 12.  | U.S. Pergolese, Pergola                       | 21 | 30 | 3  | 15 | 12 | 22 | 39 | -17 |
|  | 13.  | U.S. Cantianese, Cantiano                     | 21 | 30 | 4  | 13 | 13 | 18 | 36 | -18 |
|  | 14.  | S.S. Collemar, Collemarino di Ancona          | 21 | 30 | 4  | 13 | 13 | 24 | 42 | -18 |
|  | 15.  | S.S. Ostra, Ostra                             | 21 | 30 | 4  | 13 | 13 | 19 | 40 | -21 |
|  | 16.  | S.S. Labor Collina, Santa Maria Nuova         | 18 | 30 | 3  | 12 | 15 | 19 | 39 | -20 |

- Vigor Senigallia promossa al Campionato Interregionale 1991-1992 dopo spareggio contro l'Osimana (girone B).
- Le squadre dal 2º al 7º posto furono ammesse all'Eccellenza Marchigiana 1991-92, le altre furono rimane in Promozione 1991-1992.
- Labor Collina retrocesso in Prima Categoria 1991-1992.

## Girone B

### Classifica finale
|  | Pos. | Squadra                                            | Pt | G  | V  | N  | P  | GF | GS | DR  |
|  | ---- | -------------------------------------------------- | -- | -- | -- | -- | -- | -- | -- | --- |
|  | 1.   | U.S. Osimana, Osimo                                | 47 | 30 | 18 | 11 | 1  | 53 | 11 | +42 |
|  | 2.   | U.S. Morrovalle, Morrovalle                        | 38 | 30 | 14 | 10 | 6  | 36 | 18 | +18 |
|  | 3.   | A.S. Macerata Calcio, Macerata                     | 36 | 30 | 11 | 14 | 5  | 32 | 23 | +9  |
|  | 4.   | A.C. Sangiustese, Monte San Giusto                 | 34 | 30 | 9  | 16 | 5  | 35 | 24 | +11 |
|  | 5.   | U.S. Trodica, Morrovalle Scalo                     | 33 | 30 | 9  | 15 | 6  | 40 | 30 | +10 |
|  | 6.   | P.G.S. Vigor S. Maria Apparente, Civitanova Marche | 33 | 30 | 12 | 9  | 9  | 30 | 25 | +5  |
|  | 7.   | U.S. Grottese, Grottazzolina                       | 33 | 30 | 11 | 11 | 8  | 33 | 28 | +5  |
|  | 8.   | S.S. Potenza Picena, Potenza Picena                | 33 | 30 | 10 | 13 | 7  | 28 | 27 | +1  |
|  | 9.   | S.S. Vis Stella, Monsampolo del Tronto             | 30 | 30 | 10 | 10 | 10 | 26 | 29 | -3  |
|  | 10.  | A.S. Cingolana, Cingoli                            | 29 | 30 | 10 | 9  | 11 | 25 | 26 | -1  |
|  | 11.  | U.S. Filottranese, Filottrano                      | 25 | 30 | 8  | 9  | 13 | 20 | 29 | -9  |
|  | 12.  | A.S. Capodarchese, Capodarco di Fermo              | 24 | 30 | 5  | 14 | 11 | 26 | 36 | -10 |
|  | 13.  | U.S. Folgore Castelraimondo, Castelraimondo        | 24 | 30 | 8  | 8  | 14 | 26 | 40 | -14 |
|  | 14.  | Pol. E.Niccolai Corridonia, Corridonia             | 23 | 30 | 5  | 13 | 12 | 14 | 29 | -15 |
|  | 15.  | S.S.C. Porto Sant'Elpidio, Porto S.Elpidio         | 22 | 30 | 6  | 10 | 14 | 23 | 39 | -16 |
|  | 16.  | Carassai Calcio, Carassai                          | 16 | 30 | 1  | 14 | 15 | 12 | 45 | -33 |

- Osimana ammesso alla finale, perde spareggio con la Vigor Senigallia.
- Le squadre dal 1º all'8º posto furono ammesse all'Eccellenza Marchigiana 1991-92, le altre confluirono nella Promozione 1991-1992.
- Carassai retrocesso nella Prima Categoria 1991-1992.

### Spareggio Promozione
Vigor Senigallia - Osimana 4-1 (a Falconara Marittima)